# Bérces Tibor
Bérces Tibor (Németbóly, 1932. május 20. – Budapest, 2007. augusztus 10.) állami díjas magyar vegyész, az MTA rendes tagja (1998).

## Életpályája
1932-ben született Németbólyon (ma Bóly). 1955-ben végezte el a Szegedi Tudományegyetemen a vegyész szakot. Pályáját a Szervetlen Kémiai, Reakciókinetikai Tanszéki Kutatócsoportban (1955-1967) kezdte, majd az Általános Fizikai Kémiai, Gázreakciókinetikai Tanszéki Kutatócsoport (1967-1979) főmunkatársa lett. A kandidátusi fokozatot 1965-ben, a tudományok doktora fokozatot 1978-ban szerezte meg. Szegedről 1979. február 28-án távozott Budapestre, ahol munkásságát az MTA Központi Kémiai Kutató Intézetében folytatta osztályvezetői beosztásban.
Az MTA levelező tagjává 1993-ban választotta a tudós társaság, míg a rendes tagságot 1998-ban nyerte el. A Szegedi Tudományegyetem címzetes egyetemi tanára 1968. május 2-től, számos hazai és külföldi bizottság tagja volt.
Bérces Tibor töltötte be az MTA Kémia Doktori Tudományos Bizottsága elnöki tisztségét, s tagja olyan testületeknek, mint az MTA Fizikai-kémiai és Szervetlen Kémiai Bizottsága, az MTA Környezeti Kémiai Bizottsága, vagy az International Union of Pure and Applied Chemistry (IUPAC – az Elméleti és Alkalmazott Kémia Nemzetközi Szövetsége) magyar nemzeti bizottsága. Munkásságát 1980-ban Akadémiai Díjjal, 1985-ben pedig Állami Díjjal (A kémiai folyamatok – szénhidrogénkémiai, fotokémiai, légkörkémiai és intermedierkémiai átalakulások – mechanizmusának felderítése érdekében végzett nemzetközi színvonalú kutatómunkájáért és kutatási eredményeinek alkalmazásában kifejtett tevékenységéért. Megosztott díj Márta Ferenccel.) ismerték el.
Legfontosabb kutatási területei: gázreakciók kinetikája, gyökreakciók kinetikája és mechanizmusa, gyökök termokémiája, fotokémiai kinetika. Kutatásainak eredményeit nemzetközileg is megmérette, tudományos közleményeit elismert szaklapokban adta közre angol nyelven.
Életének 76. évében, hosszan tartó súlyos betegség után, 2007. augusztus 10-én hunyt el Budapesten.

## Munkái (válogatás)
- A kémiai kötéserősségek konzisztenciája. Szabó Zoltán Gáborral. Budapest : Akad. Ny., 1960 pp. 225–267. (Klny. a Magyar Tudományos Akadémia Kémiai Tudományok Osztályának Közleményeiből)
- The reactions of methoxyl radicals with cyclopropane and isobutane. (Tarsszerző A. F. Trotman-Dickenson) In: J. Chem. Soc. 1961.
- A homogén gázreakciók kinetikájának néhány alapvető sajátossága, 3. : az aktiválási energia számításának új módszere. (Szabó Zoltánnal). Budapest : Akadémiai Kiadó, 1963. pp. 303–319. : ill. In: A Magyar Tudományos Akadémia Kémiai Tudományok Osztályának Közleményei 19. köt.
- Kinetics of photolysis of nitric acid vapour. Part 1-3. (Tarsszerzőkkel) In: Trans. Faraday Soc. 1970.
- Effect of pressure on the primary photochemical processes of n-butyraldehyde at 313 nm. (Förgeteg Sándorral és Dóbé Sándorral) In: React. Kinet. Catal. Lett. 1978.
- Evaluation of the rate coefficients and Arrhenius parameters of hydrogen atom transfer reactions. 2. Application of the method. (Dombi Józseffel) In: Int. J. Chem. Kinet. 1980.
- Gas-phase decomposition and isomerization reactions of 2-pentoxy radicals. (Dóbé Sándorral és Márta Ferenccel) In: Int. J. Chem. Kinet. 1986.
- Kinetics of ketyl radical reactions occurring in the photoreduction of benzophenone by isopropyl alcohol. (Társszerzőkkel) In: Ber. Bunsen. Phys. Chem. 1988.
- Kinetics of reactions of hydroxyl radicals with a series of aliphatic aldehydes. (Társszerzőkkel) 1989. - Kinetics of the reaction between methoxyl radicals and hydrogen atoms. (Társszerzőkkel) In: J. Chem. Soc. Faraday Trans. 1991.
- Influence of geometry on the emitting properties of 2,3-naphthalimides. (Társszerzőkkel) In: J. Amer. Chem. Soc. 1992.
- Rate constants of the reactions of OH radicals with cyclopropane and cyclobutane. (Társszerzőkkel) In: Int. J. Chem. Kinet. 1992.
- Kémiai tudományok az ezredfordulón. (Társszerzőkkel). Budapest : MTA, 2000. 113 p. (Sorozat: Magyarország az ezredfordulón : műhelytanulmányok) ISBN 963-508-172-3
- A gyökreakciók sokszínű világa: a reakciók kinetikája és termokémiája. Budapest : MTA, 2000. 35 p. : ill. (Sorozat: Székfoglalók a Magyar Tudományos Akadémián, ISSN 1419-8959) ISBN 963-508-209-6